# رون لارسن
رون لارسن (بالنرويجية البوكمول: Rune Larsen)‏ هو كاتب ومنتج أسطوانات وملحن وصحفي ومغني نرويجي، ولد في 8 أغسطس 1948.

## وصلات خارجية
- رون لارسن على موقع IMDb (الإنجليزية)
- رون لارسن على موقع ميوزك برينز (الإنجليزية)
- رون لارسن على موقع ديسكوغز (الإنجليزية)